# Роцкан, Пётр Эдуардович
Пётр Эдуардович Роцкан (1894 — 5 мая 1937, Тюмень) — российский революционер, председатель Комитета охраны Петрограда, начальник Петроградской губернской рабоче-крестьянской милиции (1920—1921).

## Биография
Закончил 5 классов гимназии.
Рабочий, большевик с 1915 г.
В 1917 призван в русскую армию, боец электротехнической батареи.
С мая 1917 — депутат Петроградского совета рабочих и солдатских депутатов от солдат 9-й роты 178 запасного пехотного полка. С сентября 1917 — член Исполнительного комитета Петроградского совета рабочих и солдатских депутатов (солдатская секция), с октября 1917 — член Исполнительного комитета и секретарь Петроградского районного Совета Петроградской стороны. Сотрудник Петроградского Военно-Революционного Комитета (ВРК), заведующий автотранспортным отрядом.
В декабре 1917 — феврале 1918 — секретарь, затем — заместитель коменданта Комитета революционной охраны Петрограда
В 1918—1920 гг. — чрезвычайный комиссар Совета народного хозяйства Северного района. В 1919 назначен заместителем начальника Петроградской губернской рабоче-крестьянской милиции.
С 1919 до июня 1921 — начальник Петроградской губернской рабоче-крестьянской милиции.
В марте 1921 участвовал в подавлении Кронштадтского мятежа.
В мае 1922 г. назначен председателем Исполнительного комитета Мурманского губернского Совета, и. о. ответственного секретаря Мурманского губернского комитета РКП (б).
С 1923 г. — заместитель заведующего подотдела Петроградского губернского отдела коммунального хозяйства. Делегат Всероссийского Съезда Советов (1923)[уточнить]. Член Ленсовета (до 1927).
Сторонник «новой оппозиции» Г. Е. Зиновьева, за что в декабре 1927 года был исключён из партии.
В 1934 назначен начальником Лесоуправления Северо-Кавказского краевого земельного управления. В 1935 г. — арестован по делу, так называемой, «Ленинградской контрреволюционной зиновьевской группы Сафарова, Залуцкого и других».
Постановлением Особого совещания при НКВД СССР от 16 января 1935 года «за участие в контрреволюционной зиновьевской группе» и «за содействие контрреволюционной зиновьевской группе» подвергнут наказанию — высылке в Омскую область сроком на 5 лет.
Работал делопроизводителем Ямало-Ненецкого окружного лесхоза.
Арестован повторно 26 августа 1936 г. и осуждён выездной сессией военной коллегии Верховного суда СССР 5.5.1937 г. к высшей мере наказания.
В тот же день расстрелян в Тюмени. Реабилитирован посмертно в 1957 г.